# 中深層
中深層（ちゅうしんそう、英語: Mesopelagic zone）は、漂泳区分帯において海面表層と漸深層の間にあり、水深200mから1000mまでの領域を指す。この層の最も浅い部分でも海面から入射した光の1%しか到達せず、最深部には光がほぼ到達しない。英語のMesoとは、ギリシャ語のμέσον、つまり「中間」を意味する。
中深層に全球の地表の60％が集中し、海の体積の20％を占め、生物圏の大部分を占める。ヨコエソ科、ウラナイカジカ科、クラゲ、ダイオウイカなど光の少ない環境に適応した多様な生物がみられる 。 

漂泳区分帯